# Isteren
Isteren er en sø i Engerdal kommune i Innlandet fylke i Norge. Isteren er en næringsrig sø med stor artsmangfoldighed. Den er en populær sø for sportsfiskeri. Søen huser en af landets 30 fjordørredstammer. Her findes også gedde, aborre, stalling og knude (Lota lota) . Specielt er at der er tre forskellige stammer af sik i Isteren; den mest talrige er dvergsik, også kaldt siksild eller lokalt bare sild. En anden form, grunnsik, kan vokse sig op til flere kilo. Den er almindelig forekommende i kystzonen. En mellemtype, strømsik, går op i Gløta for at gyde.
Fra nord løber elven Sømåa ud i Isteren. Ved elven er der et rigt fugleliv, specielt om foråret, hvor der kan observeres sjældne arter på træk. Også bæver og elg findes. Både den nedre del af Sømåa og Isteren er et eldorado for kanosejlads. Isteren er ikke særlig dyb, med gennemsnitsdybde på 7,4 meter. Bunden er også kuperet, hvilket giver mange vige, holme, skær og grunde.
Det er tilladt at sejle med motorbåd på Isteren, med motorstørrelse på op til 40 hk, og en fartgrænse er 20 knop.
Østbredden af Isteren danner grænse for Bjørnberga og Isteren naturreservat, som udgør hele området mellem Isteren og Femunden. Den nordøstlige del af søen (Bjørnfjorden og Balvika) ligger også indenfor naturreservatet. Her er al motoriseret færdsel forbudt. Dette område mellem Isteren og Femund er også vintergræsningsområde for rensdyr fra Elgå rendistrikt. Nogle store bukke bliver ofte i området på sommeren, og er populære fotoobjekter da de er temmelig nærgående og ikke særlig sky. Dyrene er helt ufarlige.

## Eksterne kilder og henvisninger
1. ↑  "Fylkesmannen i Hedmark, Driftsplan for Femund-/Trysilvassdraget" (PDF). Arkiveret fra originalen 24. april 2015. Hentet 20. februar 2013.
2. ↑  "NVE dybdekart 1950" (PDF). Arkiveret fra originalen (PDF) 14. april 2014. Hentet 20. februar 2013.
3. ↑  Lovdata: Forskrift om motorfartøy brukt i utmark og vassdrag, Engerdal kommune, Hedmark